# Rembingur
Rembingur är ett berg i republiken Island. Det ligger i regionen Västfjordarna, 220 km norr om huvudstaden Reykjavík. Toppen på Rembingur är 799 meter över havet.
Trakten runt Rembingur är nära nog obefolkad, med mindre än två invånare per kvadratkilometer. Närmaste större samhälle är Ísafjörður, nära Rembingur. Trakten runt Rembingur består i huvudsak av gräsmarker.